# Pixendorf (Gemeinde Michelhausen)
Pixendorf (früher auch Büchsendorf) ist ein Dorf im südlichen Tullnerfeld in Niederösterreich und eine Ortschaft und Katastralgemeinde der Gemeinde Michelhausen. Die Ortschaft hat 1227 Einwohner (Stand 1. Jänner 2024).

## Geografie
Vom Pixendorf nach Norden breitet sich die Ebene des Tullnerfeldes aus und im Süden erstreckt sich ein Höhenzug, der von Greifenstein bis nach Traismauer reicht. Diese Hügelkette besteht in Bereich von Pixendorf aus dem Mitterberg (281 m, ) im Westen, dem Langen Berg und schließlich dem Burgstallberg (285 m, ) im Osten. Dazwischen führen mehrere Tobel bei Starkregen das Wasser ab. Während in der Ebene Landwirtschaft betrieben wird, sind in den höheren Lagen vermehrt Weinstöcke ausgesetzt und unzugängliche Stellen bewaldet. In der Ferne erblickt man im Norden die Auwälder der Donau und im Süden die Ausläufer der Steirisch-niederösterreichischen Kalkalpen und bei klarer Sicht auch ihre höchsten Erhebungen wie den Schneeberg, den Ötscher und das Hochkar.
Die Böden in der Ebene sind humusreich, teilweise auch lehmig oder sandig, in den Höhen sind sie stellenweise sogar humusarm, teils kalkhältig und teilweise zu Sandstein verhärtet.
Der Pixendorfer Bach, der sich früher in den Pixensee ergoss, führt heute nurmehr sporadisch Wasser, das vom Egelseegraben zur Perschling oder vom Hochwiesengraben zur Großen Tulln abgeführt wird. Der Pixensee ist heute verlandet und zu Ackerboden geworden.
Am 1. April 2020 umfasste die Ortschaft 256 Adressen.

## Geschichte
In Pixendorf findet sich ein Berg namens Burgstallberg (285 m), was auf die Existenz einer Befestigung hinweist. Einer alten Sage nach soll es sich dabei um ein römisches Kastell handeln, wofür das Kastell Piro torto in Frage käme. Aber auch das längst abgebrochene, alte Schloss Pixendorf soll auf den Grundmauern des römischen Kastells gestanden sein, wurde vermutet, bis man nach den Türkenkriegen dieses neu errichtete und diese Vermutungen verwarf.
Die Entstehung des Namens bleibt rätselhaft. 1209 und 1313 heißt der Ort Pochsendorf, 1252 Possendorf, 1289 Poschendorf, 1318 Pöchsendorf, 1331 Puechsendorf oder Pussendorf, 1561 Püchsendorf, dann Büxendorf, Bichsendorf und Pichsendorf, was wohl zumeist der Willkür des Schreibers zugemessen werden muss.
Erste Nennungen stammen aus dem frühen 13. Jahrhundert. Damals war der Ort ein vom Bistum Regensburg vergebenes Lehen, wobei die belehnten Adeligen alle den Ort als Namenszusatz führten. Pixendorf gehörte zuletzt zur Herrschaft Judenau. Wie damals allgemein üblich, wurden in Pixendorf Ortsrichter eingesetzt, die die örtlichen Angelegenheiten regelten. 1850 schloss sich Pixendorf der Ortsgemeinde Michelhausen an und ein Ortsbesorger übernahm dieses Amt.

## Industrie, Handel und Verkehr

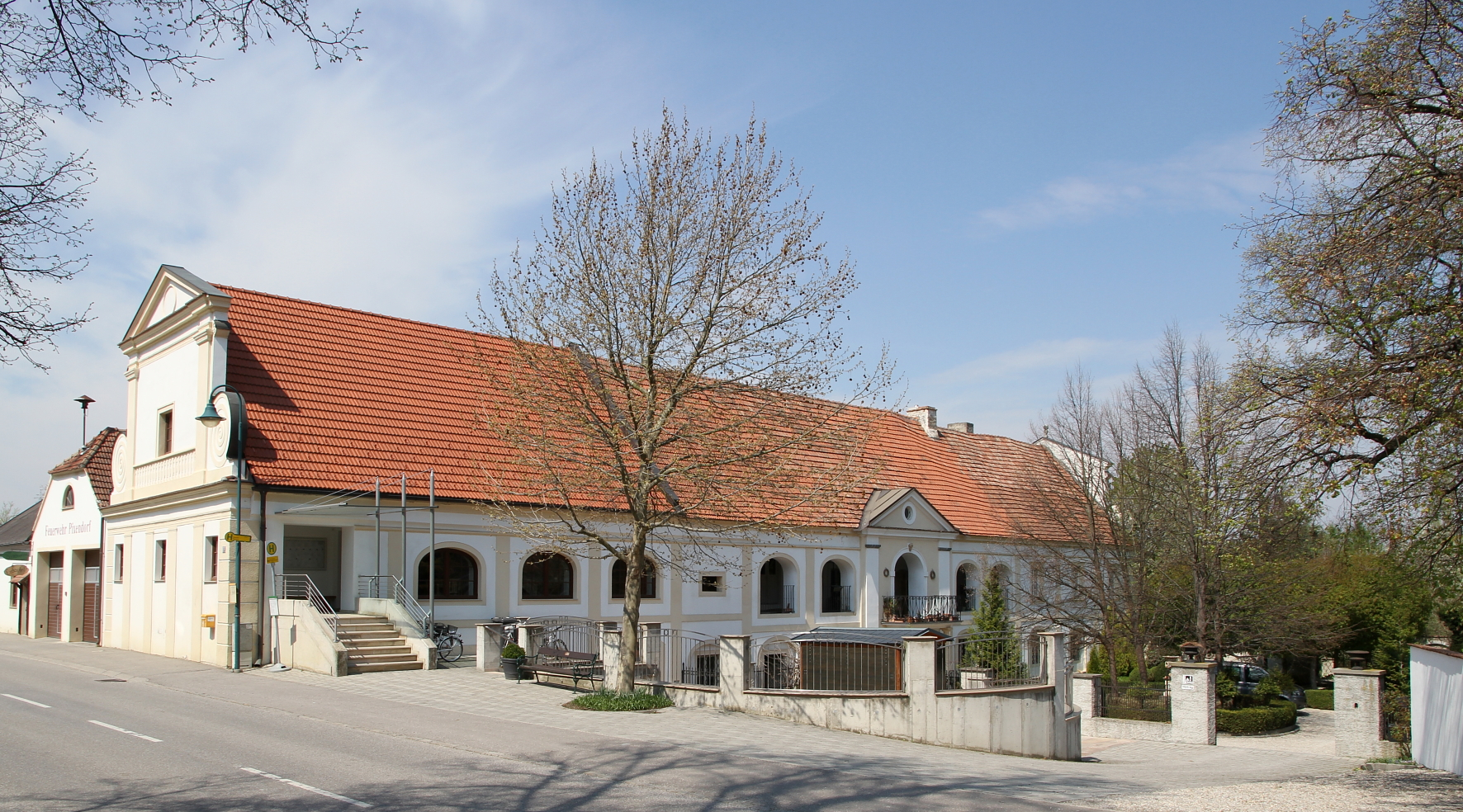
Westliches Nebengebäude des ehemaligen Schlosses

Im Meierhof bestand über mehrerer Jahrhunderte ein Brauhaus mit einer Pfanne von 20 Hektoliter und eine Mälzerei. Erste Zeugnisse dazu existieren aus der Zeit knapp vor 1700. Weiters gab es im Meierhof auch eine Taverne. Beide wurden anfangs von der Herrschaft betrieben und waren später an Wirte oder Brauer verpachtet, bis 1860 der Braumeisters Georg Michael Schneeberger den Betrieb erwerben konnte. Nach weiteren Besitzerwechseln wurde die Anlage nach einem Brand im Jahr 1893 nicht wieder in Betrieb genommen. Außerdem gab es eine kleine Sodawasserfabrik für den lokalen Bedarf. Manche Erzeugnisse wurden jedoch bis nach Wien geliefert, etwa Kraut, Erdäpfel und Heu. Die durch den Ort führende Straße war früher eine Bezirksstraße erster Kategorie und trägt heute die Bezeichnung Landesstraße L118.
Die Tullnerfelder Bahn, die am 3. August 1885 eröffnet wurde, war ursprünglich entlang der Donau projektiert, konnte aber durch die Intervention einiger Bewohner aus Pixendorf, Judenau und Sieghartskirchen bis an des Rand des Tullner Feldes geholt werden.

## Öffentliche Einrichtungen
In Pixendorf befindet sich ein Kindergarten.

## Sehenswürdigkeiten

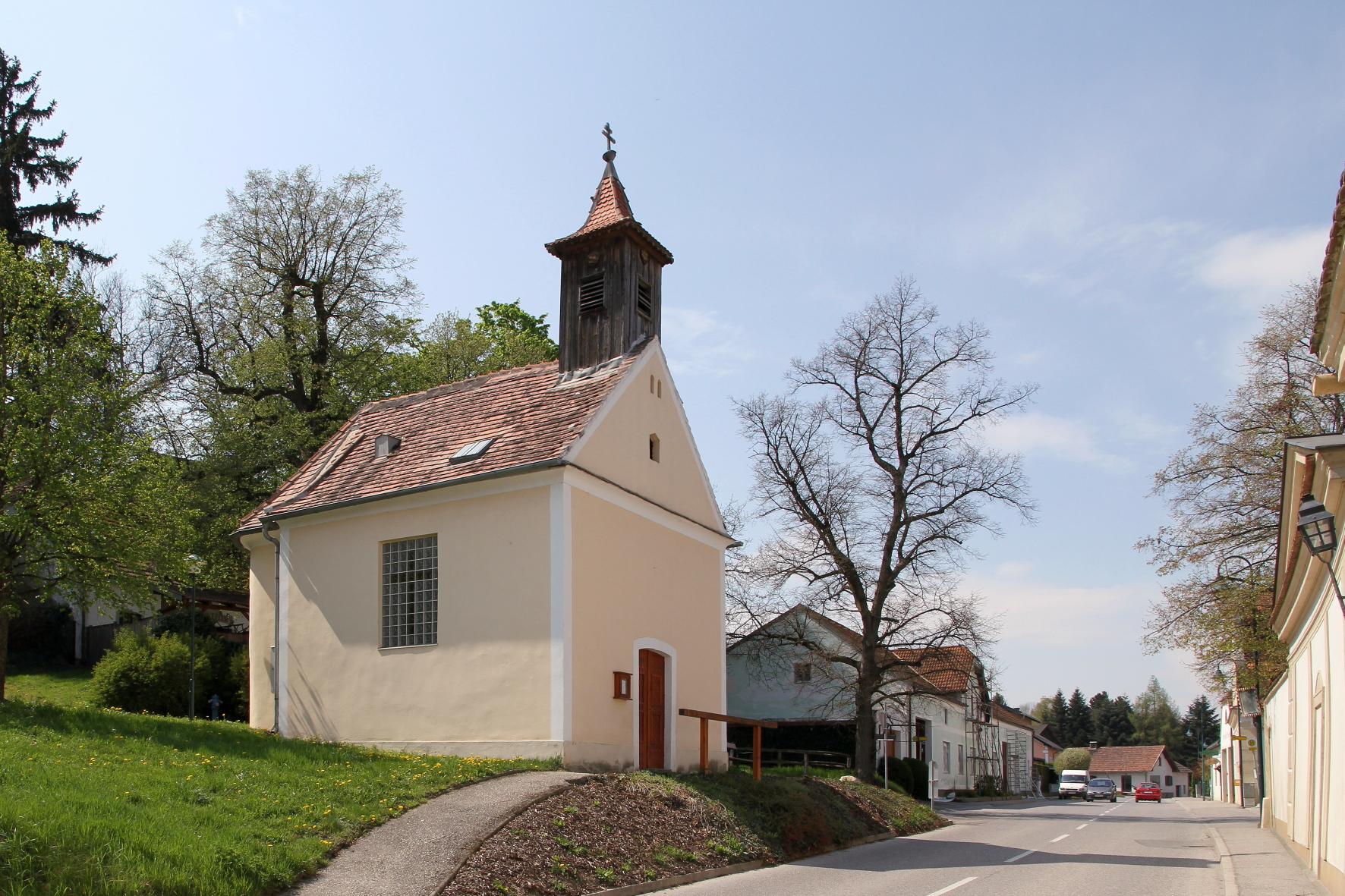
Ortskapelle hll. Einsiedler Antonius und Paulus

Auf Initiative des Einsiedlers Andre Mayr fassten die Pixendorfer den Entschluss zur Errichtung einer Dorfkapelle, weil der Weg nach Langenrohr, wohin Pixendorf eingepfarrt war, oft ungangbar war. Die Bewilligung der Gutsherrschaft Judenau erfolgte am 17. März 1781 und die Dorfgemeinschaft verpflichtete sich zur Erhaltung der Kapelle.

## Persönlichkeiten
- Hans Rueber zu Pixendorf (1529–1584), kaiserlicher Feldoberst und österreichischer General
- Johann Heinrich von Dünewald (1617–1691), österreichischer Feldmarschall der Kavallerie
- Rudolf Friewald (* 1961), Bürgermeister und Abgeordneter zum Landtag von Niederösterreich (ÖVP)